# Arbieto
Arbieto è un comune (municipio in spagnolo) della Bolivia nella provincia di Esteban Arce (dipartimento di Cochabamba) con 10.803 abitanti (dato 2010).

## Cantoni
Il comune è suddiviso in 3 cantoni:
- Arbieto
- Aranjuez
- Arpita